# Gyretes pygidialis
Gyretes pygidialis là một loài bọ cánh cứng trong họ van Gyrinidae. Loài này được Balfour-Browne miêu tả khoa học năm 1946.